# Kalmarbrug
De Kalmarbrug is een vaste voetbrug in Amsterdam-West. De naam verwijst naar de Zweedse Oostzeehaven Kalmar, die belangrijk was voor de houthandel met Amsterdam.
De verkeersbrug vormt over de Kolberggracht de verbinding tussen het Revaleiland en het Narvaeiland in de woonbuurt Houthavens die in de jaren tien van de 21e eeuw wordt aangelegd. De brug wordt gebouwd als er in verband met de bouwactiviteiten er nog geen water te bekennen is, de geulen die later uitgegraven worden tot grachten zijn wel al zichtbaar. Deze brug en de andere bruggen in deze wijk worden kaal opgeleverd omdat er nog druk bouwverkeer over de bruggen moet, alleen de pijlers en overspanning worden neergezet. Nadat de bebouwing gereed is wordt ze afgebouwd. Ze zorgt samen met de Wisbybrug, Elseneurbrug, Pilaubrug en Windaubrug de voetverbinding tussen de eilanden in de wijk.
Het ontwerp is afkomstig van Verburg Hoogendijk Architecten, Parkland Landschapsarchitecten en Paul de Kort. Zij lieten zich inspireren door dé bruggenarchitect van Amsterdam Piet Kramer. Zijn bruggen volgen qua ontwerp veelal de Amsterdamse School, een bouwstijl die alhoewel gemoderniseerd wordt teruggevonden in de bebouwing van het Stettineiland, maar ook in de Spaarndammerbuurt, gelegen net ten zuiden van de nieuwe woonwijk. De ontwerpers kozen daarbij voor de pylonen van de P.L. Kramerbrug (brug 400), maar dan in gemoderniseerde en afgeslankte vorm. De brug heeft vanaf boven gezien een vlindervorm met een breed lichaam. Zij werd opgebouwd uit prefab-betonelementen (zorgde voor minder vervuiling tijdens transport) waarin gerecycled betongranulaat (in het kader van duurzaam bouwen) is verwerkt. 

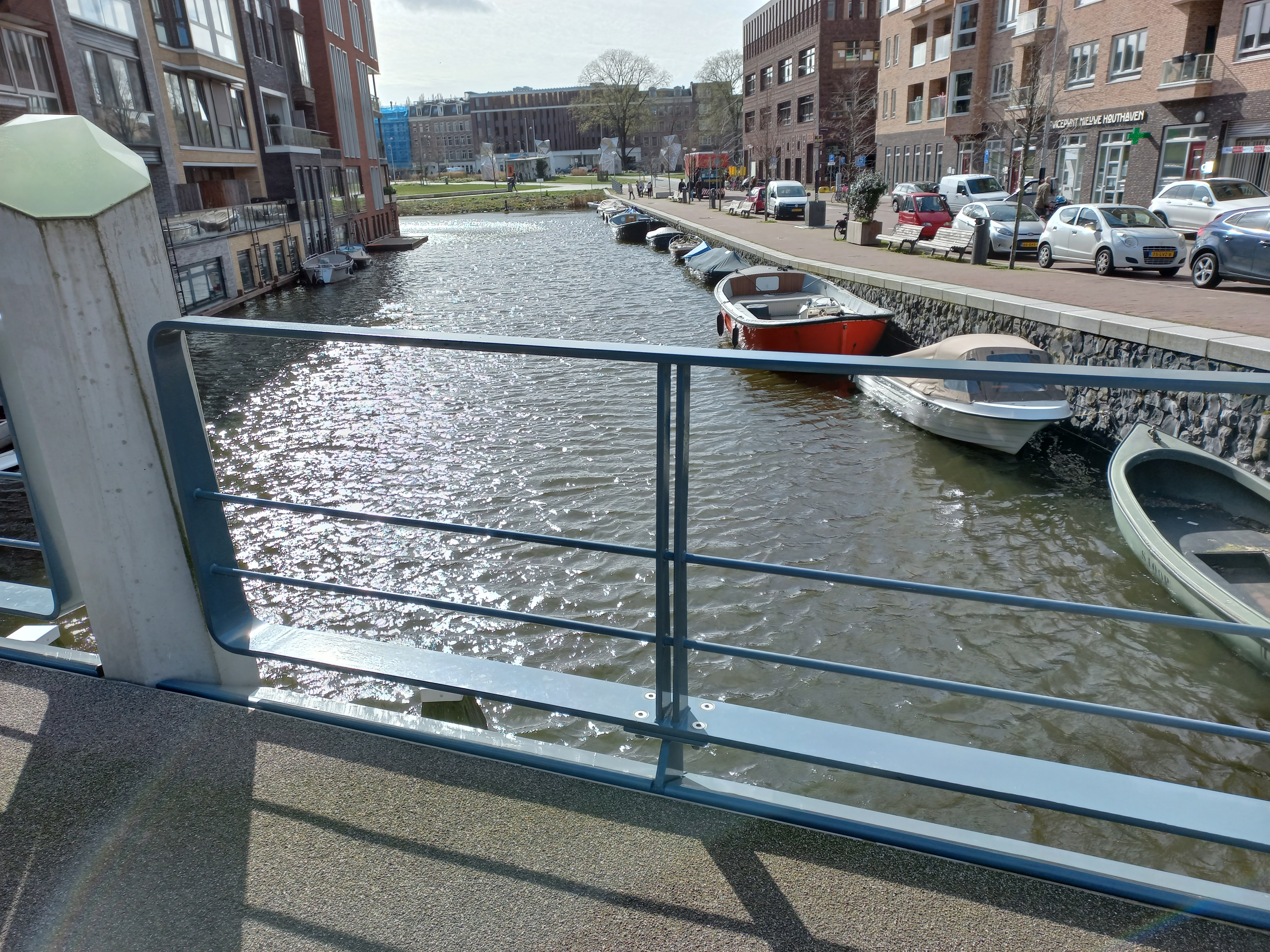
Uitzicht richting Tasmanstraat (maart 2023)

Elseneurbrug · Gevlebrug · Helsingforsbrug ·  Kalmarbrug · Kolbergbrug · Koningsbergenbrug · Kronstadtbrug · Lübeckbrug · Pernaubrug · Pilaubrug · Rostockbrug · Stralsundbrug · Windaubrug · Wisbybrug · Wismarbrug
2400 · 2401 · 2402 · 2403 · 2404 · 2405 · 2406 · 2407 · 2408 · 2409 ·  2410 · 2411 · 2412 · 2413 · 2414 · 2415 · 2421 · 2422 · 2423 · 2424 · 2425 · 2426 · 2427 · 2428 · 2429 · 2430 · 2431 · 2432 · 2433 · 2434 · 2435 · 2436 · 2437 · 2438 · 2439 · 2441 · 2451-2453 · 2454 · 2455 · 2456 · 2457 · 2459 · 2461 · 2462 · 2468 · 2469 · 2470 · 2471 · 2472 · 2473 · 2474 · 2475 · 2476 · 2477 · 2478 · 2480 · 2481 · 2482 · 2483 · 2484 · 2485 · 2486 · 2487 · 2488 · 2489 · 2490 · 2491 · 2492 · 2493 · 2494-2499
Brugnummers 2416, 2417, 2418, 2419, 2420, 2441, 2442, 2443, 2444,  2445, 2446, 2447, 2448, 2449, 2450, 2458, 2460, 2463, 2464, 2465, 2466, 2467, 2479 zijn niet vergeven.